# 普魯士的奧古斯特·威廉王子 (1887年—1949年)
奥古斯特·威廉·海因里希·京特尔·维克托（德語：August Wilhelm Heinrich Günter Viktor，1887年1月29日—1949年3月25日），出生于波茨坦。普鲁士王子。是德意志皇帝兼普鲁士国王威廉二世与第一任妻子石勒苏益格-荷尔斯泰因-宗德堡-奥古斯滕堡公主奥古斯塔·维多莉亚的第四子。
最為納粹主義和阿道夫·希特勒的支持者，他曾於1930年加入納粹黨，並且加入党卫队，最終成為親衛隊上級集團領袖。

## 早年生活
威廉王子出生於波茨坦城市宮，在出生時他的祖父腓特烈三世還是普魯士王儲。他與兄弟姐妹在波茨坦的新宮殿度過了少年時代，並與兄弟們在母親祖居石勒苏益格-荷尔斯泰因普倫的親王宮度過了學生時代。隨後，他又在波昂大學、柏林大學和史特拉斯堡大學學習。 1907年，他獲得政治學博士學位。

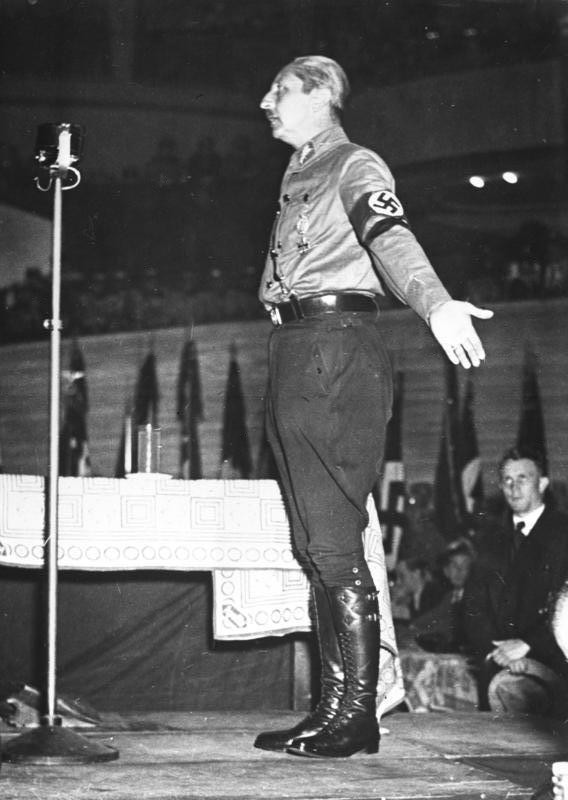
1932年在柏林體育宮演說的奧古斯特威廉